# UFC 280
UFC 280: Oliveira vs. Makhachev（ユーエフシー・ツーエイティ：オリベイラ・バーサス・マカチェフ）は、アメリカ合衆国の総合格闘技団体「UFC」の大会の一つ。2022年10月22日、アブダビ・ヤス島のファイトアイランド内エティハド・アリーナで開催された。

## 大会概要
本大会はチャールズ・オリベイラとイスラム・マカチェフによるUFC世界ライト級王座決定戦、王者アルジャメイン・スターリングと挑戦者TJ・ディラショーによるUFC世界バンタム級タイトルマッチが組まれた。

## 試合結果

### プレリミナリーカード
第1試合 女子バンタム級 5分3R
○  カロル・ロサ vs.  リナ・ランズバーグ ×
3R終了 判定2-0（29-27、29-27、28-28）
第2試合 フライ級 5分3R
○  ムハンマド・モカエフ vs.  マルコム・ゴードン ×
3R 4:26 腕ひしぎ十字固め
第3試合 ミドル級 5分3R
○  アルメン・ペトロシアン vs.  AJ・ドブソン ×
3R終了 判定3-0（30-27、30-27、30-27）
第4試合 ウェルター級 5分3R
○  アブバカル・ヌルマゴメドフ vs.  ガジ・オマルガジエフ ×
3R終了 判定3-0（29-28、29-28、30-27）
第5試合 ライトヘビー級 5分3R
○  ニキータ・クリーロフ vs.  ヴォルカン・オーズデミア ×
3R終了 判定3-0（30-27、29-28、29-28）
第6試合 ミドル級 5分3R
○  カイオ・ボハーリョ vs.  マフムート・ムラドフ ×
3R終了 判定3-0（30-27、30-27、29-28）
第7試合 ウェルター級 5分3R
○  ベラル・ムハマッド vs.  ショーン・ブレイディ ×
2R 4:47 TKO（スタンドパンチ連打）

### メインカード
第8試合 127.5ポンド契約 5分3R
○  マノン・フィオロ vs.  ケイトリン・チュケイギアン ×
3R終了 判定3-0（29-28、29-28、29-28）
※チュケイギアンの体重超過によりフライ級から変更。
第9試合 ライト級 5分3R
○  ベニール・ダリウシュ vs.  マテウス・ガムロット ×
3R終了 判定3-0（30-27、30-27、29-28）
第10試合 バンタム級 5分3R
○  ショーン・オマリー vs.  ピョートル・ヤン ×
3R終了 判定2-1（28-29、29-28、29-28）
第11試合 UFC世界バンタム級タイトルマッチ 5分5R
○  アルジャメイン・スターリング vs.  TJ・ディラショー ×
2R 3:44 TKO（パウンド）
※スターリングが2度目の王座防衛に成功。
第12試合 UFC世界ライト級王座決定戦 5分5R
○  イスラム・マカチェフ vs.  チャールズ・オリベイラ ×
2R 3:16 肩固め
※マカチェフが王座獲得に成功。

### 各賞
ファイト・オブ・ザ・ナイト：ショーン・オマリー vs. ピョートル・ヤン
パフォーマンス・オブ・ザ・ナイト：イスラム・マカチェフ、ベラル・ムハマッド
各選手にはボーナスとして5万ドルが授与された。

### カード変更
負傷などによるカードの変更は以下の通り。